# Ermita de la Virgen de Gracia (Cinctorres)
La ermita de la Virgen de Gracia, es un templo católico situado a unos dos kilómetros al noroeste de la población de Cinctorres, con un acceso por el camino que la une con La Mata y la Todolella, catalogado como Bien de Relevancia Local según la Disposición Adicional Quinta de la Ley 5/2007, de 9 de febrero, de la Generalitat, de modificación de la Ley 4/1998, de 11 de junio, del Patrimonio Cultural Valenciano (DOCV Núm. 5.449 / 13/02/2007), con número de identificación 12.01.045-007.
La Virgen de Gracia es patrona de la población.

## Historia
En la ubicación actual de la ermita se elevaba en el siglo XVI (1589) una ermita anterior, construida para guardar una imagen de la Virgen de Gracia, regalo del obispo de Tortosa Gaspar Punter a la población. Esta primitiva ermita se derribó en 1868, y se construyó el nuevo templo bajo la dirección del arquitecto Manuel Montesinos. La primera piedra se colocó el 17 de marzo de ese año por el albañil Cristóbal Bayarri, según reza una leyenda inscrita en una piedra de la fachada, concluyéndose las obras en 1875. En mayo del año 2018 se celebró el 150 aniversario de su construcción, participando en los actos la población vecina de Villarreal, la cual compoarte devoción por esta advocación mariana.

## Descripción
La ermita data de finales del siglo XIX, se construyó siguiendo las pautas del estilo historicista, presenta planta rectangular con tres crujías que utilizan arcos de medio punto de ladrillo para separar zonas y sirven al tiempo de soporte para la cubierta que es de madera a dos aguas.
Destacan su ábside, semicircular, y en su lateral izquierdo la torre campanario, de ladrillo, de planta cuadrangular, por sus dimensiones desproporcionadas con respecto al volumen de la ermita.
De su interior, de nave única de 26 x 16 metros de longitud y anchura respectivamente, cabe destacar el recubrimiento del techo con bóveda tabicada de ladrillo, y la decoración neoclásica, obra de Ramón Segura en 1873. La imagen de la Virgen actual que es una réplica de la original, que era de alabastro, y que fue destruida durante el conflicto bélico del 36, se ubica en un camarín acristalado en forma de templete circular, obra del escultor Josep Aiza.
La ermita, que está exenta tiene todas sus fachadas hechas de mampostería con refuerzos de sillería en las esquinas, material con el que se realizan también los contrafuertes de los arcos. 
La puerta de acceso al templo se sitúa en el testero y presenta un arco de medio punto de sillería. Sobre ella se puede observar un retablo cerámico datado de finales del XIX y sobre él un ventanal construido a estilo románico junto a un óculo de reducidas dimensiones bajo del hastial.

## Fiestas
Las fiestas patronales en honor a la Virgen de Gracia se celebran durante la última semana de agosto. Se realizan numerosos actos religiosos y populares que incluyen una romería a su ermita a la que también se peregrina el primer domingo del mes de mayo, para celebrar el aniversario de su construcción. En las dos ocasiones se oficia misa, se reparte la “prima”  y se vive un día festivo en el entorno del santuario.